# Formule de Steinmetz
 (avril 2024).
Si vous disposez d'ouvrages ou d'articles de référence ou si vous connaissez des sites web de qualité traitant du thème abordé ici, merci de compléter l'article en donnant les références utiles à sa vérifiabilité et en les liant à la section « Notes et références ».
Pour les articles homonymes, voir Steinmetz.
La formule de Steinmetz, nommée d'après Charles Proteus Steinmetz, permet de calculer approximativement les pertes par hystérésis dans un circuit magnétique de manière empirique. Du fait de la thermosensibilité des matériaux magnétiques, la modélisation des pertes dépend de la fréquence, de l'induction maixmale dans le circuit et de la température :
{\displaystyle k(T)\times f^{m}\times V\times B_{m}^{n}} (en W)   où  {\displaystyle k(T)=c_{2}\times T^{2}-c_{1}\times T+c_{0}}
avec :
- k : coefficient propre au matériau (sans unité) ;
- V : volume du circuit magnétique (en m3) ;
- f : fréquence du champ magnétique (en Hz) ;
- m : coefficient propre au matériau, exposant lié à la fréquence ;
- {\displaystyle B_{m}} : induction magnétique maximale dans le circuit magnétique (en T) ;
- n : coefficient propre au matériau, exposant lié à l'induction ;
- T : température du circuit magnétique (en °K)
- {\displaystyle c_{2}}, {\displaystyle c_{1}} et {\displaystyle c_{0}} coefficients thermiques, constantes empiriques propres au matériau

La formule de Steinmetz ne s'applique que dans le cas d'une excitation sinusoïdale. En pratique, les signaux d'excitation sont plus complexes. Des modèles améliorés de la formule de Steinmetz ont été proposés, adaptés à des excitations non sinusoïdales. On peut notamment citer la formule de Steinmetz modifiée (MSE) qui tient compte des variations temporelles de l'induction, la formule de Steinmetz généralisée (GSE) qui tient compte de la valeur instantanée de l'induction dans le calcul, ou encore la formule de Steinmetz généralisée améliorée (iGSE) qui prend plutôt en compte la valeur de l'induction crête à crête.